# Marc Wilson (football américain)
Pour les articles homonymes, voir Wilson et Marc Wilson.
College Football Hall of Fame 1996
(en) Statistiques sur pro-football-reference
Marc Douglas Wilson (né le 15 février 1957 à Bremerton dans l'État de Washington) est un joueur américain de football américain évoluant au poste de quaterback.

## Carrière

### Universitaire
Wilson intègre l'équipe de l'Université Brigham Young, les BYU Cougars en 1977 sous la houlette de l'entraineur LaVell Edwards. Il profite de la blessure de Gifford Nielsen lors du cinquième match de la saison 1977 pour montrer son talent et devient un élément important de cette équipe des Cougars. Il parvient à donner sept passes de touchdown en un match face à l'université du Colorado. À partir de la saison 1979, il commence à laisser sa place à Jim McMahon mais continue à faire du bon travail en alignant 250 passes réussies pour 3720 yards parcourus et 27 passes pour touchdown. Lors de cette même année 1979, les Cougars s'inclinent 38-37 face à l'université de l'Indiana mais il partage le titre de MVP avec le cornerback de l'université de l'Indiana Tim Wilbur.
Marc termine quatrième dans le pays au classement de la passe et rate de peu le trophée Heisman, terminant troisième.

## Professionnel

### Drafté chez les Raiders

#### Débuts difficiles
Wilson est drafté au 15e tour du draft de la NFL en 1980 par les Raiders d'Oakland. Sa première saison est celle d'un titre pour Wilson qui remporte le Super Bowl XV mais il n'apparaît que dans deux matchs, restant dans l'ombre de la star des Raiders Jim Plunkett.
En 1981, Wilson se voit donner du temps de jeu, commençant neuf matchs sur treize mais il ne parvient pas à s'imposer au poste malgré une moyenne de 47,3 % de réussite à la passe, 14 passes pour touchdown et deux touchdowns personnels ; les Raiders ne peuvent défendre leur titre car ils ne passent pas leur poules, finissant quatrièmes. Après une saison moyenne, Wilson ne commence aucun match, entrant pendant huit matchs mais les Raiders signent une belle partie de saison en finissant premier de la Conférence américaine (la saison était réorganisée en conférence après une grève qui empêcha les sept derniers matchs de se dérouler). Les Raiders passent le premier tour face aux Browns de Cleveland (28-10) mais échouent au second tour contre les Jets de New York 17 à 14.

#### La chance tourne
Lors de la saison 1983, Wilson profite de la blessure de Plunkett pour disputer une partie de la saison régulière devenant le starting quaterbacks mais le vétéran des Raiders reprend son poste dès sa blessure soignée et emmène les Raiders à la victoire au Super Bowl XVIII face au Redskins de Washington 38-9. En 1984, Wilson reste le quaterback des Raiders mais ne convainc pas ses pairs, il est remplacé par Plunkett en cours de saison et les Raiders sont éliminés dans la Wild card.

#### Descente aux enfers
Lors de la saison 1985, il fait un des matchs les plus mauvais de sa carrière en alignant trois passes interceptées contre les Patriots de la Nouvelle-Angleterre au premier tour des play-offs de l'AFC. À partir de cette contre-performance, la carrière de Wilson suit une pente descendante, il ne fait pas partie des meilleurs joueurs de la NFL lors des saisons et fait des matchs très moyens. Après deux saisons se concluant par des éliminations dans les poules, Wilson quitte le club.

### Retour raté chez les Patriots
Après son départ, Wilson se retrouve sans club pendant une année après avoir fait le stage de pré-saison des Packers de Green Bay, il n'est cependant pas recruté. Il endosse finalement le maillot des Patriots de la Nouvelle-Angleterre en troquant son numéro 6 pour le numéro 15. En 1989, Wilson commence quatre matchs et apparait à quatorze reprises en cours de partie, il obtient 50 % de réussite à la passe pour trois passes pour touchdown et cinq passes interceptées, les Patriots ne franchisent pas le premier tour. En 1990, il fait six passes pour touchdown et onze balles interceptées, Wilson n'arrive pas à remonter la barre.
Après ces deux années au goût amer, Wilson retourne chez les Raiders de Los Angeles mais son passage passe inaperçu.

## Accomplissements
- Marc est un membre du Hall of Fame du football universitaire et membre du Hall of Fame de son université.
- Il remporte le Trophée Baugh Sammy en 1979 comme Passeur universitaire de l'année (College passer of the year).